# محطة قطار مطار لوتون باركواي
محطة قطار مطار لوتون باركواي (بالإنجليزية: Luton Airport Parkway railway station)‏‏ هي محطة قطار في لوتن في المملكة المتحدة، تُشغلها قطارات إيست ميدلاند. افتُتحت هذه المحطة في نوفمبر 1999، ويبلغ عدد مسارات أرصفتها 4.